# Панченко Анатолій Григорович
Анато́лій Григо́рович Па́нченко (нар. 29 березня 1938, місто Бахчисарай, тепер місто Республіки Крим) — український радянський партійний діяч, 1-й секретар Краматорського міського комітету КПУ Донецької області, секретар Івано-Франківського обласного комітету КПУ. Член Ревізійної комісії КПУ в 1981—1986 р.

## Біографія
У 1961 році закінчив Донецький політехнічний інститут.
У 1961—1975 роках — помічник майстра, майстер, старший майстер дільниці складання редукторного цеху, старший майстер складання механічного цеху № 1, заступник начальника цеху із складання механічного цеху № 9, начальник механічного цеху № 1 Новокраматорського машинобудівного заводу імені Леніна Донецької області.
Член КПРС з 1969 року.
У 1975—1977 роках — 2-й секретар Краматорського міського комітету КПУ Донецької області. У 1977—1984 роках — 1-й секретар Краматорського міського комітету КПУ Донецької області.
У 1984 році закінчив заочно Академію суспільних наук при ЦК КПРС. У 1984—1985 роках — інспектор ЦК КПУ.
З грудня 1985 року — секретар Івано-Франківського обласного комітету КПУ. У 1986—1988 роках — радник ЦК КПРС з питань економіки при ЦК Народно-демократичної партії Афганістану в Демократичній Республіці Афганістан. У 1988—1990 роках — секретар Івано-Франківського обласного комітету КПУ.
У 1990—1991 роках — керівник проблемно-аналітичної групи з соціально-економічних питань Кримського республіканського комітету КПУ.
У 1992—1994 роках — заступник начальника—головний інженер «Кримголовпостачу». У 1994—1997 роках — директор Спільного підприємства «Лазурит». З 1997 року працював радником голови Верховної ради Криму. У 1998—1999 роках — директор Товариства з обмеженою відповідальністю «Пассар».
3 2001 р. — виконавчий директор Кримського регіонального відділення Союзу землевпорядників України. Проживав у місті Сімферополі.

## Нагороди
- орден Трудового Червоного Прапора (1974)
- орден Знак Пошани (1988)
- медалі
- Почесна Грамота Президії Верховної Ради УРСР (1988)
- лауреат Державної премії СРСР в області техніки (1980)